# Leonel Vielma
Leonel Vielma (Mérida, 30 de agosto de 1978) é um ex-futebolista venezuelano que atuava na posição de zagueiro. 

## Carreira
Vielma atuou pelos principais times da Venezuela, como Caracas FC, Maracaibo e Deportivo Tachira. No exterior atuou pelo Once Caldas e Santa Fé
Pela seleção esteve no plantel de três Copa America de 2001, 2004 e 2007.